# Прокошевская
 Прокошевская  — деревня в Лузском муниципальном округе Кировской области.

## География
Расположена на расстоянии менее 1 км на северо-запад по прямой от деревни Папулово.

## История
Известна с 1727 года как деревня Прокошево с 2 дворами. В 1859 году здесь (Прокошевская или Юшковщина) отмечено было дворов 10 и жителей 55, в 1926 28 и 138, в 1950 26 и 84, в 1989 14 жителей. Настоящее название утвердилось с 1938 года. С 2006 по 2020 год находилось в составе Папуловского сельского поселения.

## Население
Постоянное население составляло 2 человека (русские 100%) в 2002 году, 1 в 2010.